# Ejido el Choropo
Ejido el Choropo es una localidad del estado mexicano de Baja California. Es parte del municipio de Mexicali.

## Demografía
| Gráfica de evolución demográfica |
|                                  |

| Censo | Población |
| ----- | --------- |
| 1980  | 18        |
| 1990  | 166       |
| 2000  | 496       |
| 2010  | 723       |
| 2020  | 1 049     |